# Show Folks
Show Folks (Brasil: Leis do Coração ) é um filme mudo do gênero comédia produzido nos Estados Unidos, dirigido por Paul L. Stein e lançado em 1928.
No elenco, Eddie Quillan e Lina Basquette.